# Prisma Media

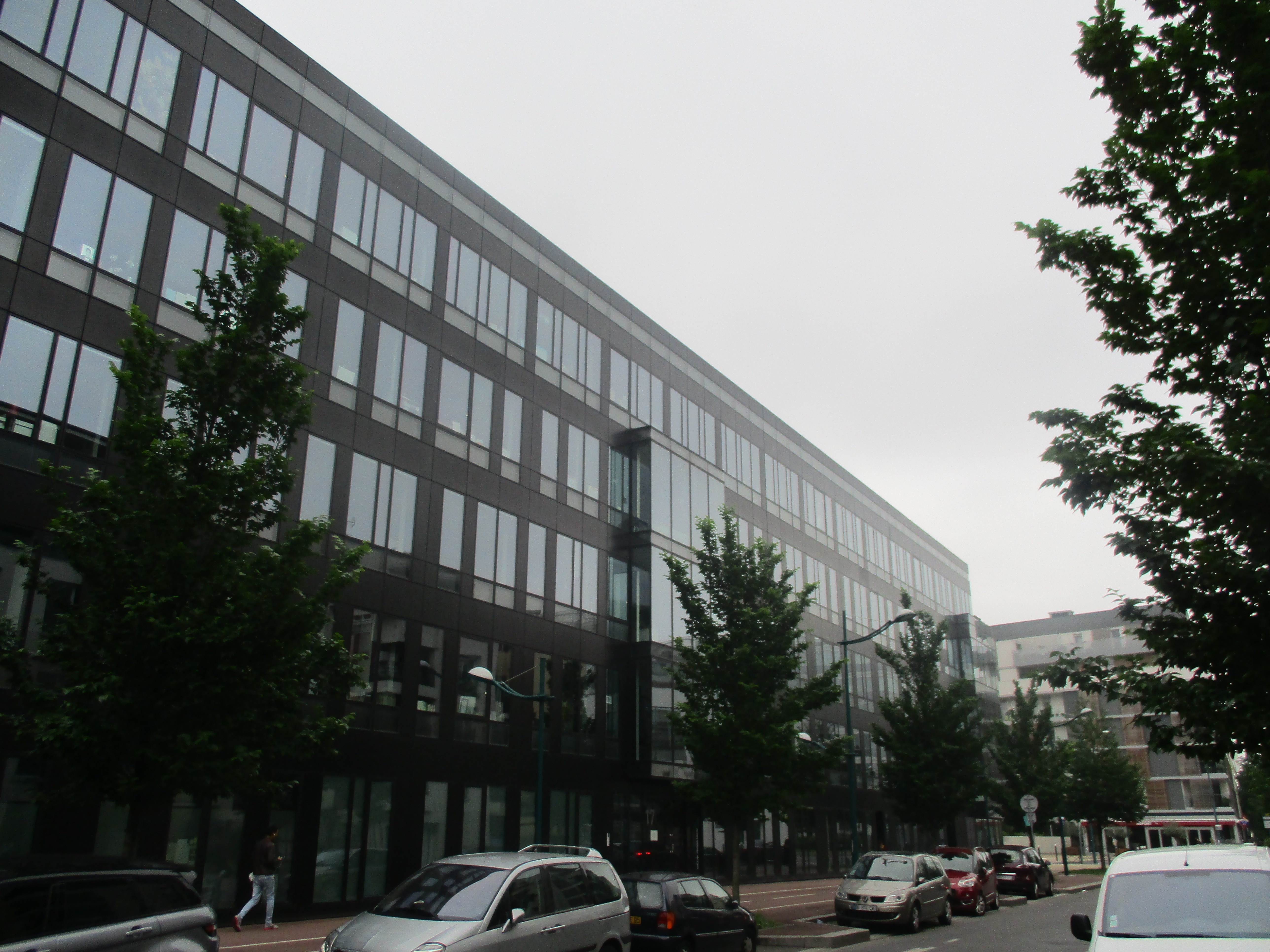
Prisma Media in Gennevilliers bei Paris.

Prisma Media (bis Februar 2012 Prisma Presse) ist ein Publikumszeitschriftenverlag in Frankreich. Er ist eine Tochter des französischen Medienkonzerns Vivendi.
Der Verlag wurde 1978 von dem aus Baden-Württemberg stammenden Journalisten Axel Ganz (* 1937) gegründet und bis 2005 geleitet. Der gelernte Fotograf war nach verschiedenen beruflichen Stationen (darunter Offenburger Tageblatt, Paris-Korrespondent der Burda-Zeitschrift Bunte, in den 1970er Jahren leitende Funktion bei diversen Zeitschriften im Hamburger Heinrich Bauer Verlag) zu Gruner + Jahr gekommen. 1979 lancierte G+J seine erste Zeitschrift in Frankreich, eine Adaption von GEO. Heute verlegt Prisma Media mehr als 20 Magazine. Neben GEO und deren Ablegern gehören dazu unter anderem die französische Ausgabe von National Geographic, Néon, der populärwissenschaftliche Titel Ça m'intéresse, die Wirtschaftsmagazine Capital und Management, die Fernsehprogrammhefte Télé Loisirs, Télé 2 Semaines und TV Grandes chaînes, die Klatschmagazine VSD, Voici und Gala, die Frauenzeitschriften Femme Actuelle und Prima sowie die Kulinariktitel Cuisine Actuelle, Guide Cuisine, Gala Gourmand, Intense und Pâtisserie. Ergänzend zu den Druckausgaben werden einige Websites betrieben sowie das Frauenblog Hellocoton.
Im Jahr 2011 erzielte Prisma mit seinen Titeln eine verkaufte Auflage von zusammen 220 Millionen Exemplaren und generierte einen Umsatz von 498 Millionen Euro. Seit Oktober 2009 wird der Verlag von Rolf Heinz geführt. Verlagssitz ist Gennevilliers, nordwestlich von Paris.
Anfang 2014 übernahm Prisma Media die Mehrheit an AdVideum, dem größten französischen Online-Video-Vermarkter.
Am 31. Mai 2021 verkaufte Gruner+Jahr Prisma Media an Vivendi.
Im Jahr 2021 machte Prisma Media einen Umsatz von 354 970 700,00 € und hatte zwischen 1000 und 1999 Mitarbeiter.  Claire Leost ist die Präsidentin.